# Daruvar
Daruvar (německy Daruwar, maďarsky Daruvár, latinsky Aquae Balissae) je chorvatské město, ležící v Slavonii. Je známé jako místo s nejpočetnějším zastoupením české menšiny v Chorvatsku. Nachází se 130 km jihovýchodně od Záhřebu a 150 km západně od Osijeku.

## Administrace
Žije zde celkem 12 878 obyvatel. Z toho v samotném Daruvaru žije celkem 9 811 obyvatel (údaje jsou z roku 2001). Občina města se dělí na:
- Daruvar – 9 811 obyvatel
- Daruvarski Vinogradi – 167 obyvatel
- Doljani – 762 obyvatel
- Donji Daruvar – 738 obyvatel
- Gornji Daruvar – 431 obyvatel
- Lipovac Majur – 81 obyvatel
- Ljudevit Selo (Lipovec) – 252 obyvatel
- Markovac – 81 obyvatel
- Vrbovac – 555 obyvatel

## Historie
Město se nachází v oblasti s dlouhou historií. Údolí, v němž leží město a léčebné lázně, bylo podle archeologických nálezů osídleno již v době kamenné. Jeho novodobá historie započala ve  4. století př. n. l. Řečtí a římští spisovatelé psali o panonsko-keltských kmenech, které obývaly tyto oblasti. Tyto oblasti pak nazvali Jazi (lassioi nebo lassi), což znamená „uzdravení“. Když Římané pronikli do Panonie, byly tyto kmeny spojenci císaře Augusta.
Současný název město nese až od roku 1771. V roce 1837 byl Daruvar císařem Ferdinandem I. prohlášen městysem (markt). V roce 1895 zanikl místní trh a na jeho místě byly postaveny nové lázně, první v kraji Požega. V této době zde také již vedla železniční trať Barcs – Pakrácz, takže se místo stalo oblíbeným jak mezi turisty, tak mezi lázeňskými hosty.
Ve městě se v té době nacházely tři kostely, zámek, okresní soud a mramorové lomy (1890). 1663 tehdejších obyvatel nazývalo město Daruvarske Toplice. To podle lázní, kterých se zde nacházelo pět již za doby římské. Byly to takzvané Thermae Jasornensen, s prameny o teplotě 42–46 °C.

## Další zajímavosti
Národnosti: Ve městě a jeho okolí žije kromě původních obyvatel také početná česká a srbská menšina, ta se ale po válce v první polovině devadesátých let minulého století podstatně zmenšila. Díky početné české populaci se Daruvar stal českým „hlavním“ městem Chorvatska. Je zde česká školka, škola i české třídy gymnázia.
Počasí: roční průměrná teplota: 11,3 °C, roční průměrné srážky: 640,6 mm
Vzdálenosti:
- do Záhřebu 130 km
- do Osijeku 140 km
- k Jaderskému moři 300 km

Známé osobnosti:
- David Frankfurter (1909–1982) – bojovník proti NSDAP, proslavil ho atentát na Wilhelma Gustloffa
- Milivoj Ašner (1913–2011) – bývalý policejní náčelník ustašovského režimu a válečný zločinec